# Badumna bimetallica
Espèce
Synonymes
- Amaurobius bimetallicus Hogg, 1896

Badumna bimetallica est une espèce d'araignées aranéomorphes de la famille des Desidae.

## Distribution
Cette espèce est endémique du centre de l'Australie.

## Publication originale
- Hogg, 1896 : Araneidae. Report of the Horn expedition to central Australia. 2. Zoology, p. 309-356.